# NGC 42

NGC 42

إن جي سي 42 (بالإنجليزية: NGC 42)‏ التي يرمز لها بالرمز NGC 42، هي مجرة، في كوكبة الفرس الأعظم.

## الاكتشاف
اكتشفت في 30 أكتوبر 1864، بواسطة ألبرت مارث.